# Сінт-Антоніполдер
Сінт-Антоніполдер (нід. Sint Anthoniepolder) — селище в нідерландській провінції Південна Голландія. Входить до муніципалітету Гуксе-Вард. Наразі у селищі нараховується близько 60 будинків.
З 1817 по 1839 рік мало статус окремого муніципалітету.

## Галерея

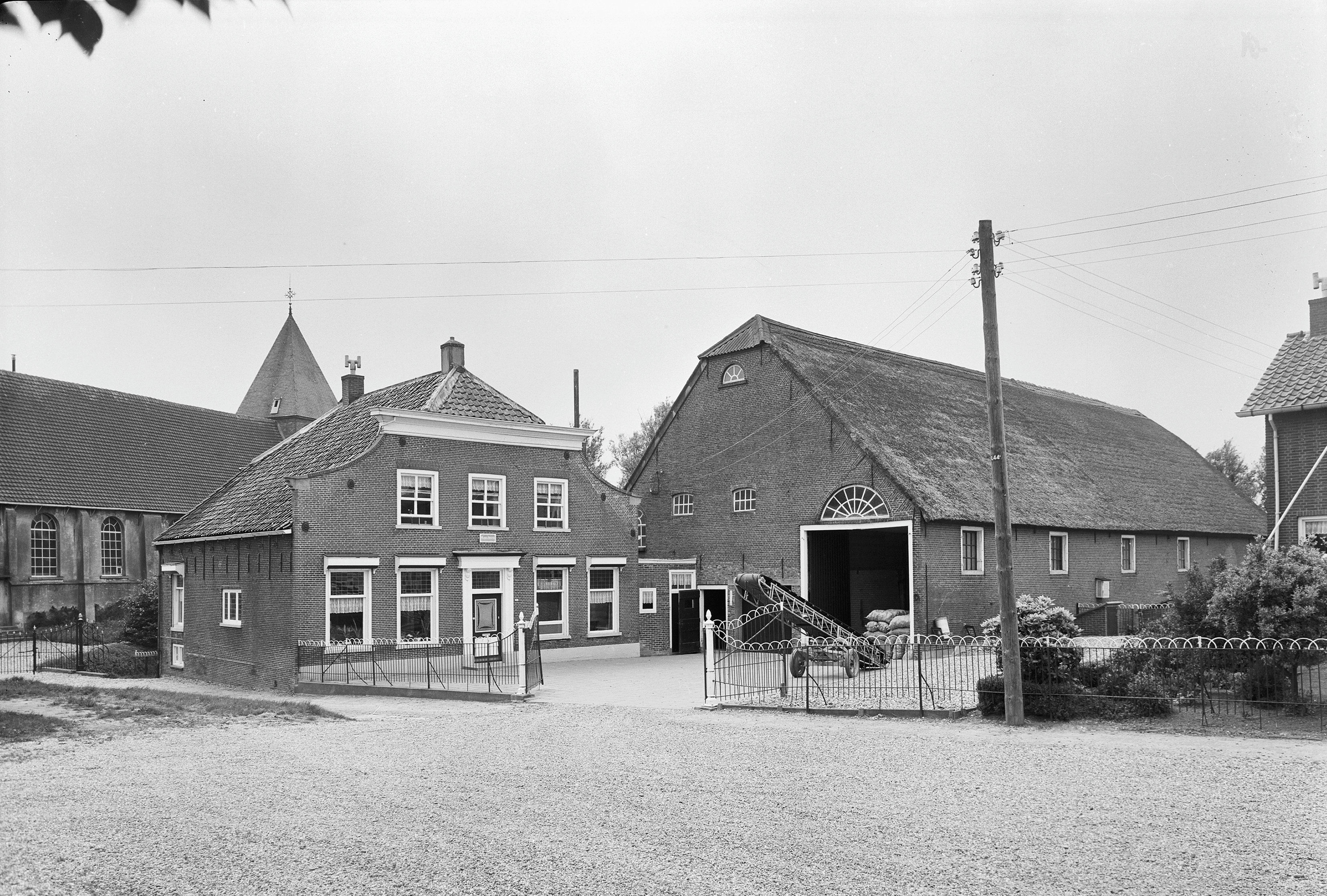
Ферма у селищі
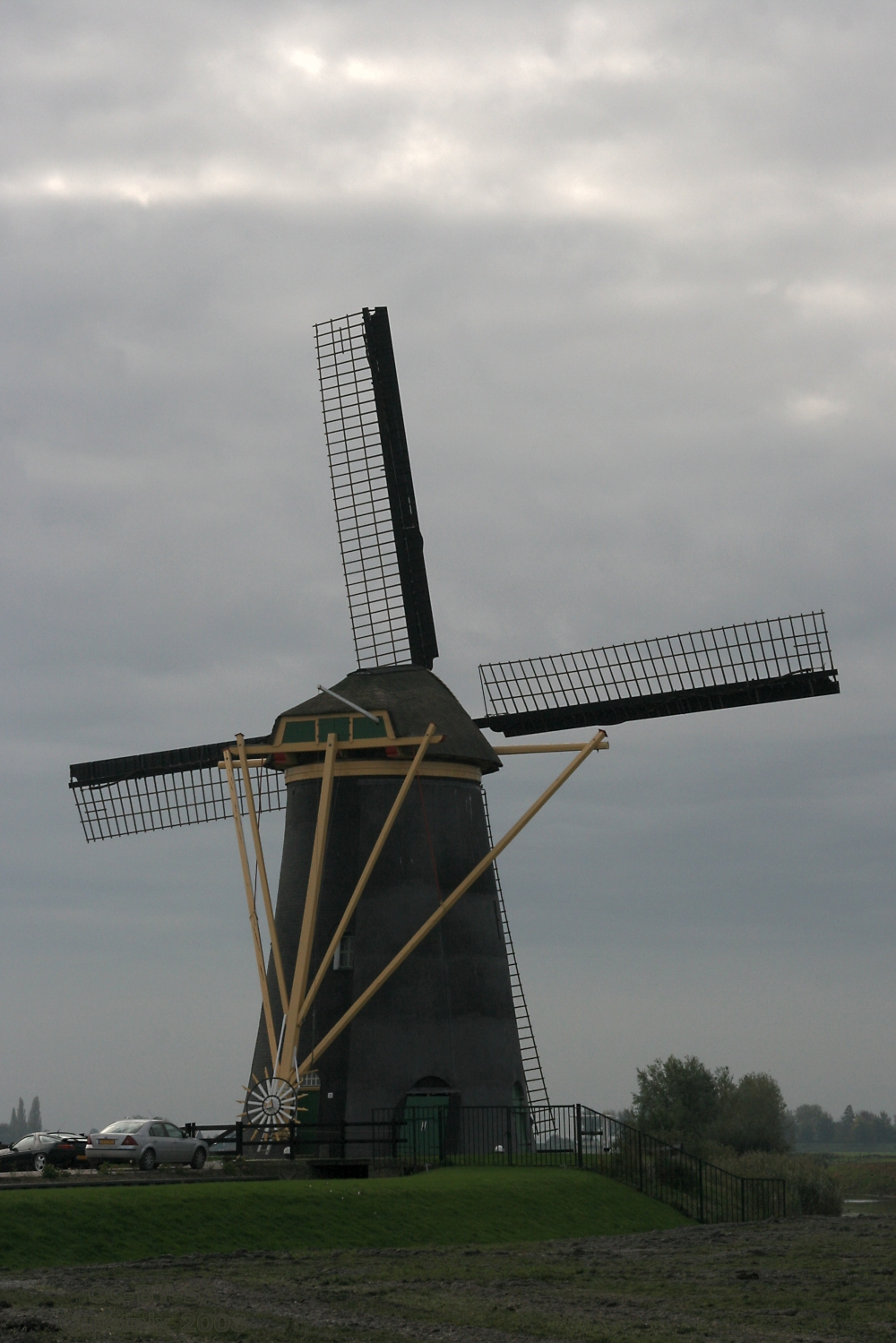
Вітряк у селищі